# Mycomya diluta
Mycomya diluta är en tvåvingeart som först beskrevs av Zetterstedt 1860.  Mycomya diluta ingår i släktet Mycomya och familjen svampmyggor. Inga underarter finns listade i Catalogue of Life.